# USS Colorado (BB-45)
«Колорадо» (англ. USS Colorado BB-45) — линейный корабль США. Головной корабль типа «Колорадо» или типа «Мэриленд» — ставших последними супердредноутами ВМС США, построенными в ходе Первой мировой войны до заключения Вашингтонского морского договора (1922). Стал первым линкором ВМС США в качестве главного калибра которого использовали 406 мм морские орудия 16"/45 Mark 1.

## История строительства

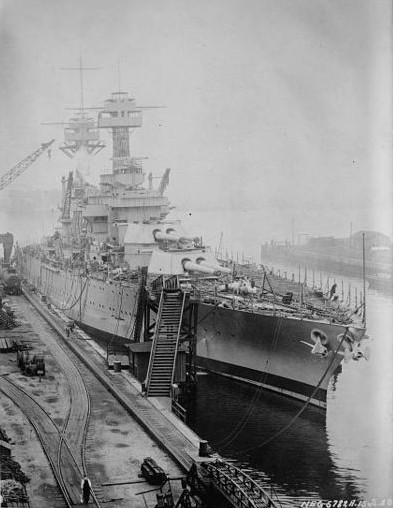
«Колорадо»

Постройка нового линейного корабля «Колорадо» (ВВ-45) была одобрена 29 августа 1916 года конгрессом США. Заказ на постройку получила верфь «Нью-Йорк Шипбилдинг Компани» в городе Камден. Закладка корабля прошла 19 мая 1919 года.
22 марта 1921 года состоялся торжественный спуск на воду нового корабля.
Более двух лет велась достройка на плаву.

## История службы

### Межвоенный период
Линкор «Колорадо» был принят в состав ВМС США 30 августа 1923 года.
Капитан Реджинальд Роуэн Белкнап был назначен командиром нового линкора.
С 29 декабря 1923 года по 15 февраля 1924 года «Колорадо» совершил плавание через Атлантический океан в Европу, посетив Портсмут (Англия), Шербур и Вильфранш (Франция), Неаполь (Италия). Вернувшись в Нью-Йорк проходил испытания в Атлантике. Пересек Панамский канал и нес службу у западного побережья США.
15 сентября линкор прибыл в Сан-Франциско.
С 1924 по 1941 год «Колорадо» входил в состав ВМС США на Тихом океане. Участвовал в учениях флота и занимался боевой подготовкой.

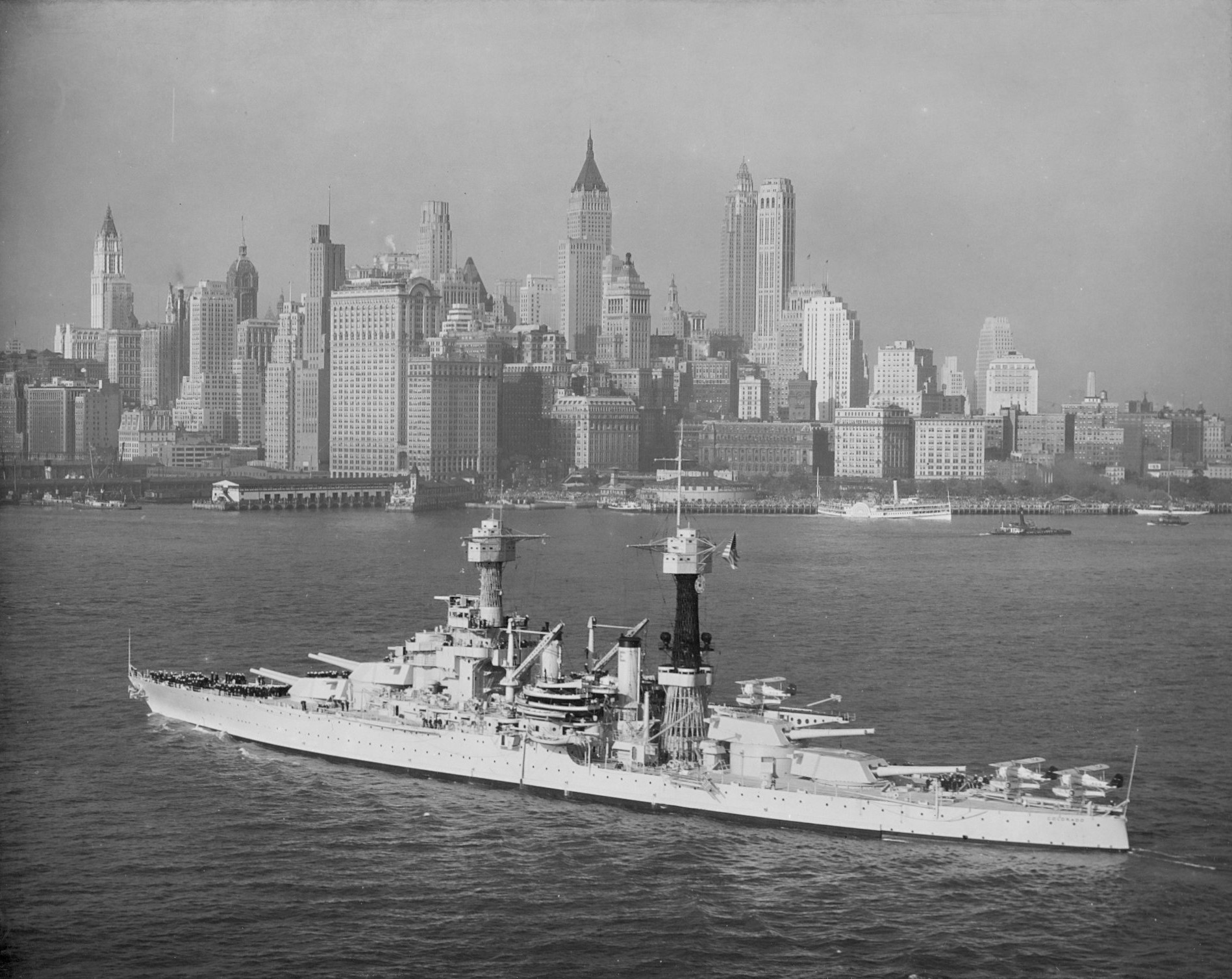
«Колорадо» в Нью-Йорке, 1932 год

С 8 июня по 26 сентября 1925 года совершил поход по Тихому океану с целью демонстрации военно-морского флага. Посетил Полинезию, Самоа, Австралию и Новую Зеландию.
В марте 1927 года участвовал в совместных с армией учениях в Карибском море.
В 1928 году корабль прошел текущий ремонт в результате чего 8×76 мм зенитки были заменены на 8 — 127 мм орудий.
В мае 1928 года «Колорадо» совершил плавание к Гавайским островам.
3 июня 1930 года «Колорадо» совершал поход в Колон, по пути на линкоре вспыхнул пожар который удалось ликвидировать путём затопления отсеков центрального артпоста.
После инцидента «Колорадо» проходил ремонт в Нью-Йорке на верфи Бруклина.
В 1933 году оказывал помощь в ликвидации последствий землетрясения в Лонг-Бич, Калифорния.
В 1930-е годы линкор многократно участвовал в совместных маневрах Атлантического и Тихоокеанского флотов США.
В июле 1937 года участвовал в поисках пропавшего самолета Амелии Эрхарт. Поиски закончились безрезультатно.

### Вторая мировая война
Когда 7 декабря 1941 года после нападения японцев на Пёрл-Харбор США вступили во Вторую мировую войну, линкор «Колорадо» находился в ремонте на верфи Пьюджет Саунд в Бремертоне. 31 марта 1942 года на линкоре завершили капитальный ремонт, который начался в июне 1941 года. Под командованием Элмера Л. Вудсайда «Колорадо» проводил интенсивную боевую подготовку и военные игры у Западного побережья США. 31 мая 1942 года «Колорадо» патрулировал в 650 милях к западу от Сан-Франциско, Калифорния, США. 
1 августа 1942 года вышел в «Пёрл-Харбор» куда прибыл 14 августа. Там «Колорадо» приступил к боевому патрулированию. Затем, с 8 ноября 1942 года по 7 сентября 1943 года, линкор действовал в районе островов Фиджи и Новые Гебриды, чтобы предотвратить дальнейшую японскую экспансию.
7 сентября 1943 года вернулся в «Пёрл-Харбор». Командование над линкором принял кэптен Уильям Гранат. В конце сентября отправился к атоллу Тарава, для обеспечения огневой поддержки войскам вторжения. «Колорадо» соединившись с ТК «Портленд» и 2 эсминцами вошел в группу огневой поддержки вторжения. 20 ноября бомбардировал атолл из орудий главного калибра. После выполнения боевого задания 7 декабря 1943 года вернулся в порт.

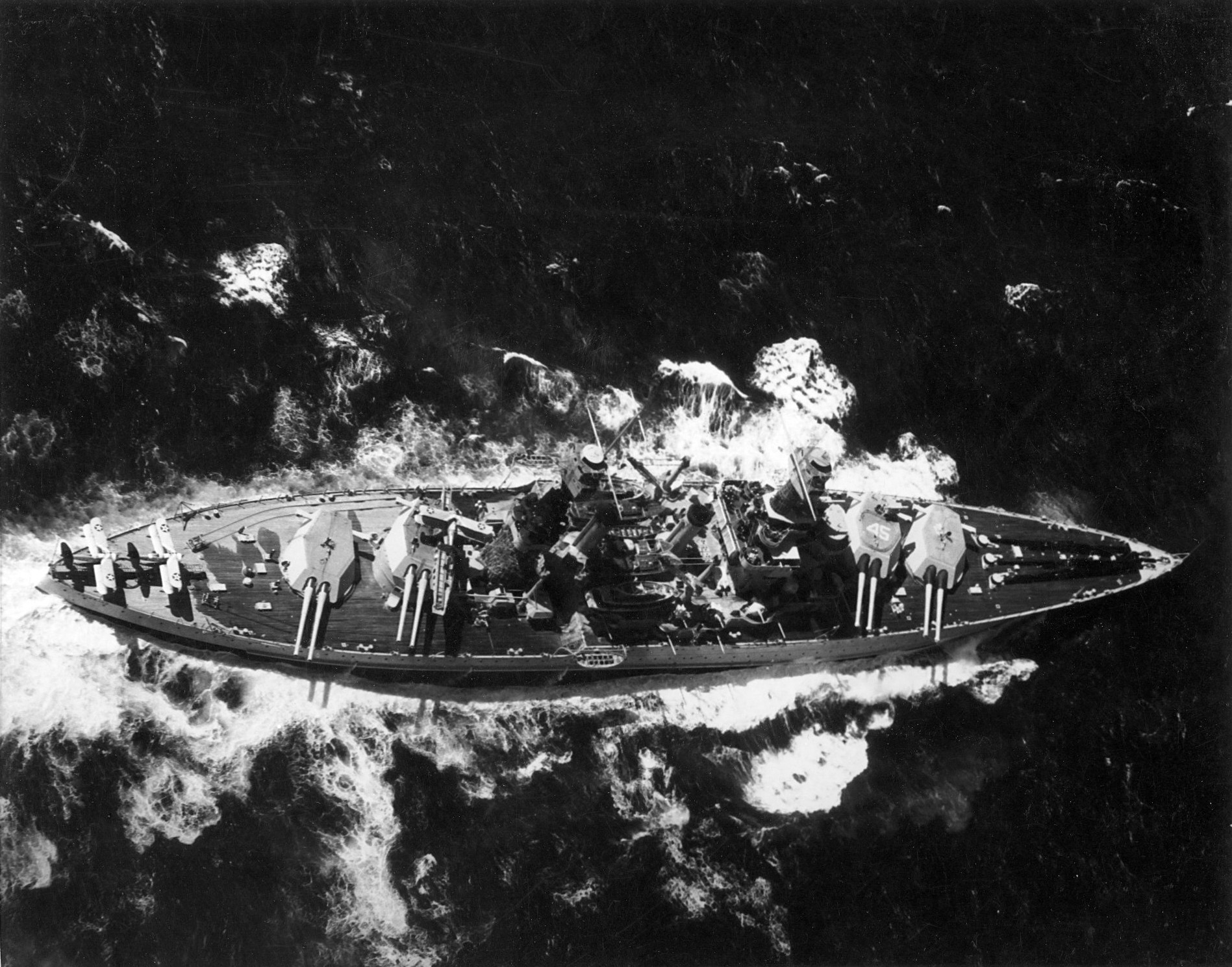
«Колорадо»

21 января 1944 года вышел к Маршалловым островам для бомбардировки и огневой поддержки сил вторжения на атоллы Кваджалейн и Эниветок. Линкор бомбардировал береговые укрепления противника в местах высадки и поддерживал наступающие войска. 4 февраля Кваджалейн был очищен от японцев, а 23 февраля был взят Эниветок. 13 марта линкор вернулся в США, где на верфи «Пьюджет Саунд» прошёл ремонт.
Соединившись в Сан-Франциско с другими кораблями флота «Колорадо» отправился на Марианские острова. С 14 июня линкор начал обстрел острова Сайпан. Бомбардировка острова длилась до середины июля. 24 июля 1944 года, во время обстрела острова Тиниан, линкор получил 22 снаряда от береговых батарей, но продолжал поддерживать вторжение войск до 3 августа. На линкоре погибло 43 человека, 97 были ранены. 21 августа линкор прибыл в Бремертон на верфь «Пьюджет-Саунд» для проведения ремонта. После ремонта на западном побережье 9 октября совершил переход в Сан-Педро.
20 ноября 1944 года для поддержки американских солдат «Колорадо» прибыл в залив Лейте. Утром 27 ноября два самолета «камикадзе» атаковали линкор «Колорадо» нанеся ему значительный урон, погибло 19 членов команды, ещё 72 были ранены. 29 ноября линкор в сопровождении крейсера и эсминцев направился к атоллу Манус. С 12 по 17 декабря 1944 года «Колорадо» бомбардировал укрепления японцев на острове Миндоро. После чего ушёл к острову Манус для ремонта.
Со 2 января 1945 года, входя в группу вице-адмирала Олдендорфа, участвовал в бомбардировке залива Лингайен, поддерживая высадку на остров Лусон. 9 января линкор пострадал от «дружественного огня». 127-мм снаряд попал в ходовой мостик убив 18 и ранив 51 члена экипажа. 14 февраля отправился на Улити для пополнения.
Линкор принял активное участие в Битве за Окинаву.
С 21 марта по 22 мая «Колорадо» вёл обстрел острова. Всего обеспечивая вторжение на Окинаву он выпустил 2061 406-мм и 6650 127-мм снарядов. После чего вернулся в залив Лейте. Вернувшись на Окинаву 3 августа, отплыл для оккупации Японии.
27 августа линкор вошёл в японские внутренние воды и бросил якорь в Токийской бухте.

### Завершение службы
20 сентября ушел из Японии и вернулся в Перл-Харбор. Совершил три рейса из гавайского Перл-Харбора в США перевезя 6357 военнослужащих.
С января 1946 года по 7 января 1947 года на военной верфи в Бремертоне производилась консервация линкора, после чего «Колорадо» был выведен в резерв. Более десятилетия линкор «Колорадо» простоял в резерве, вплоть до окончательного снятия с вооружения, как устаревшего корабля в 1959 году.
«Колорадо» исключен из действующего флота 1 марта 1959 года. Продан на слом 23 июля 1959 года.

### Награды
- Медаль за службу в сентябре 1945 года на оккупированных японских островах.

Во время Второй мировой войны, за службу на Тихоокеанском театре боевых действий, линкор получил семь боевых звезд.

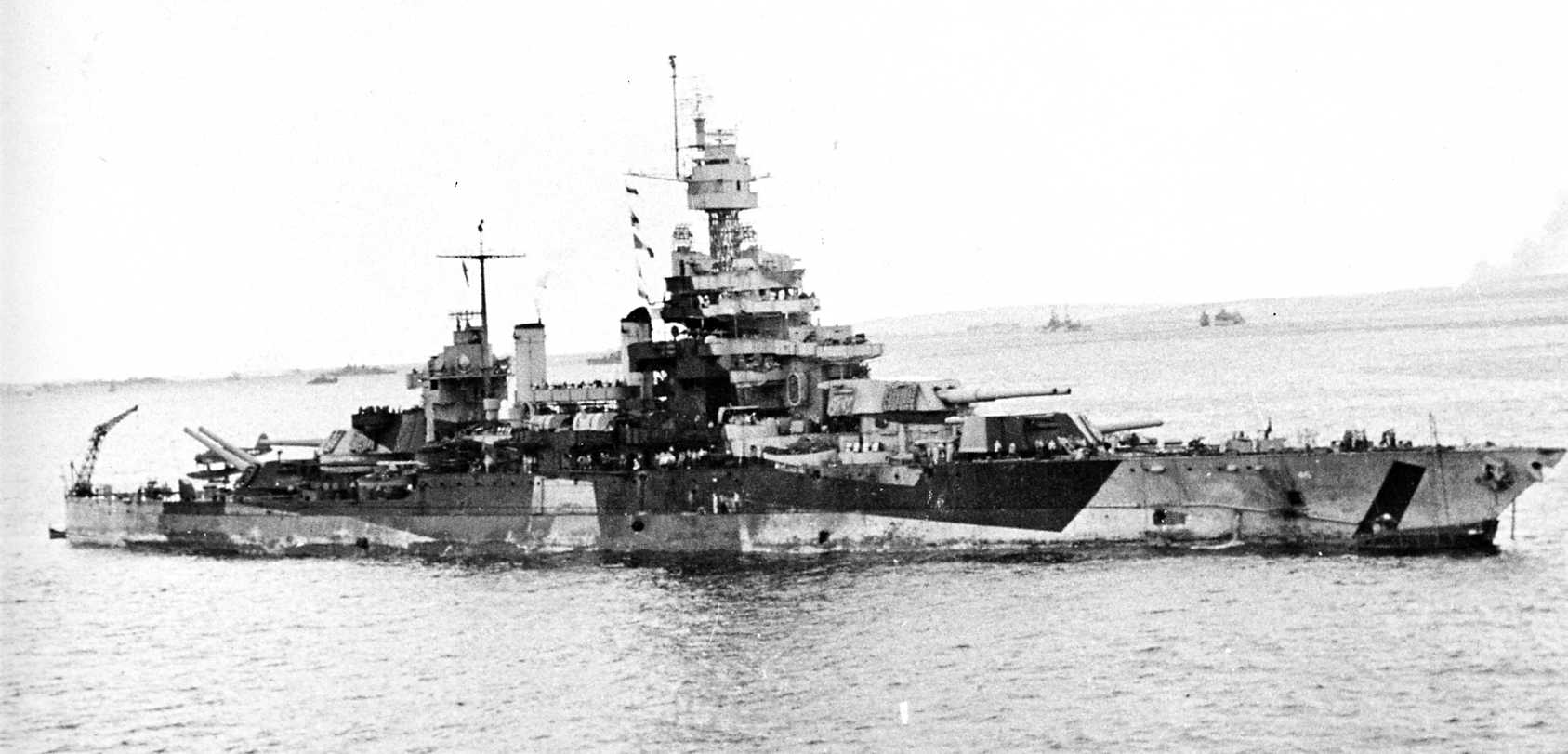
«Колорадо» у острова Тиниан 24 июля 1944 года

- 1. С 29 января по 8 февраля 1944 года — Принимал участие в захвате атоллов Кваджелейн и Майдзуро.
- 2. С 10 июля по 15 августа 1944 года участвовал в захвате островов Сайпан и Гуам
- 3. С 24 июля по 1 августа 1944 года — операция по захвату острова Тиниан
- 4. 9 октября 1944 года — бомбардировал остров Маркус
- 5. С 10 октября по 29 ноября 1944 года высадка в заливе Лейте
- 6. С 4 по 18 января 1945 года участвовал в захвате острова Лусон.
- 7. С 24 марта по 30 июня 1945 года поддерживал высадку на остров Окинава

## Память
Корабельные колокола линкора «Колорадо» в настоящее время экспонируются в Центре «Мемориал».
В 1959 году пять 127-мм орудий с «Колорадо» были подарены морскому историческому Обществу, сейчас одно из них экспонируется в музее «Истории и Промышленности» в Сиэтле.
Пять 127-мм орудий с линкора были установлены на бронепалубный крейсер «USS Олимпия», который находится на вечной стоянке в Филадельфии с 1957 года.